# Седлоклювые ябиру
Седлоклю́вые ябиру (лат. Ephippiorhynchus) — один из родов семейства аистовых (Ciconiidae). К седлоклювым ябиру относится два вида: седлоклювый ябиру (Ephippiorhynchus senegalensis) и индийский ябиру (Ephippiorhynchus asiaticus).

## Описание
Оба вида весьма крупные — их величина превышает 140 см, а размах крыльев составляет от 230 до 270 см. Они окрашены главным образом в чёрно-белые цвета и отличаются крупным ярким клювом. Половой диморфизм не проявляется в окраске оперения, однако проявляется в различном цвете глаз у обоих полов. Седлоклювые летают с вытянутой шеей. За исключением стучания клювом находясь в гнезде, они довольно тихие птицы. К их пище относятся рыбы, земноводные, раки, молодые птенцы других видов птиц и мелкие позвоночные.
Седлоклювый ябиру встречается в пустыне Сахара и прилегающих регионах, а индийский ябиру обитает в тропических широтах Азии. Гнездиться эти голенастые птицы предпочитают в болотистых местностях и других влажных биотопах, свивая гнёзда на деревьях.
Родовое название Ephippiorhynchus происходит из греческого языка и является составным из слов ephippion — «седло» (epi «на» + hippos «конь») и rhynchus — «клюв», что относится к седлообразной впадине у основания клюва этих птиц.

## Галерея

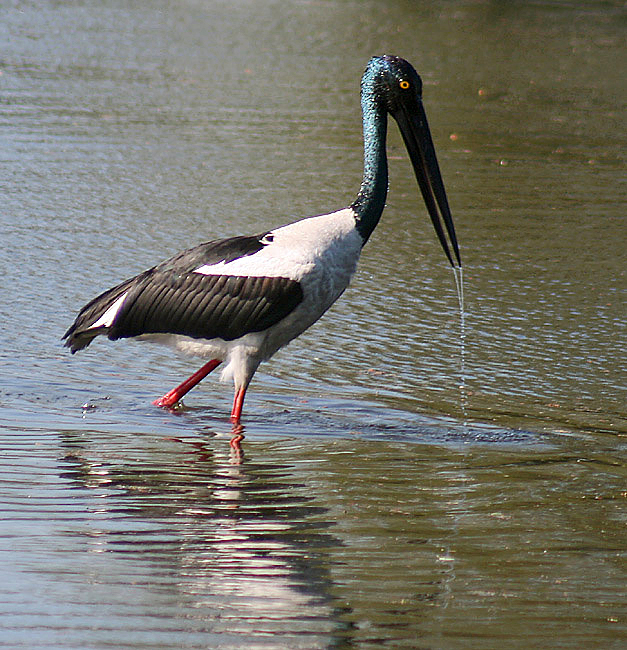
Индийский ябиру
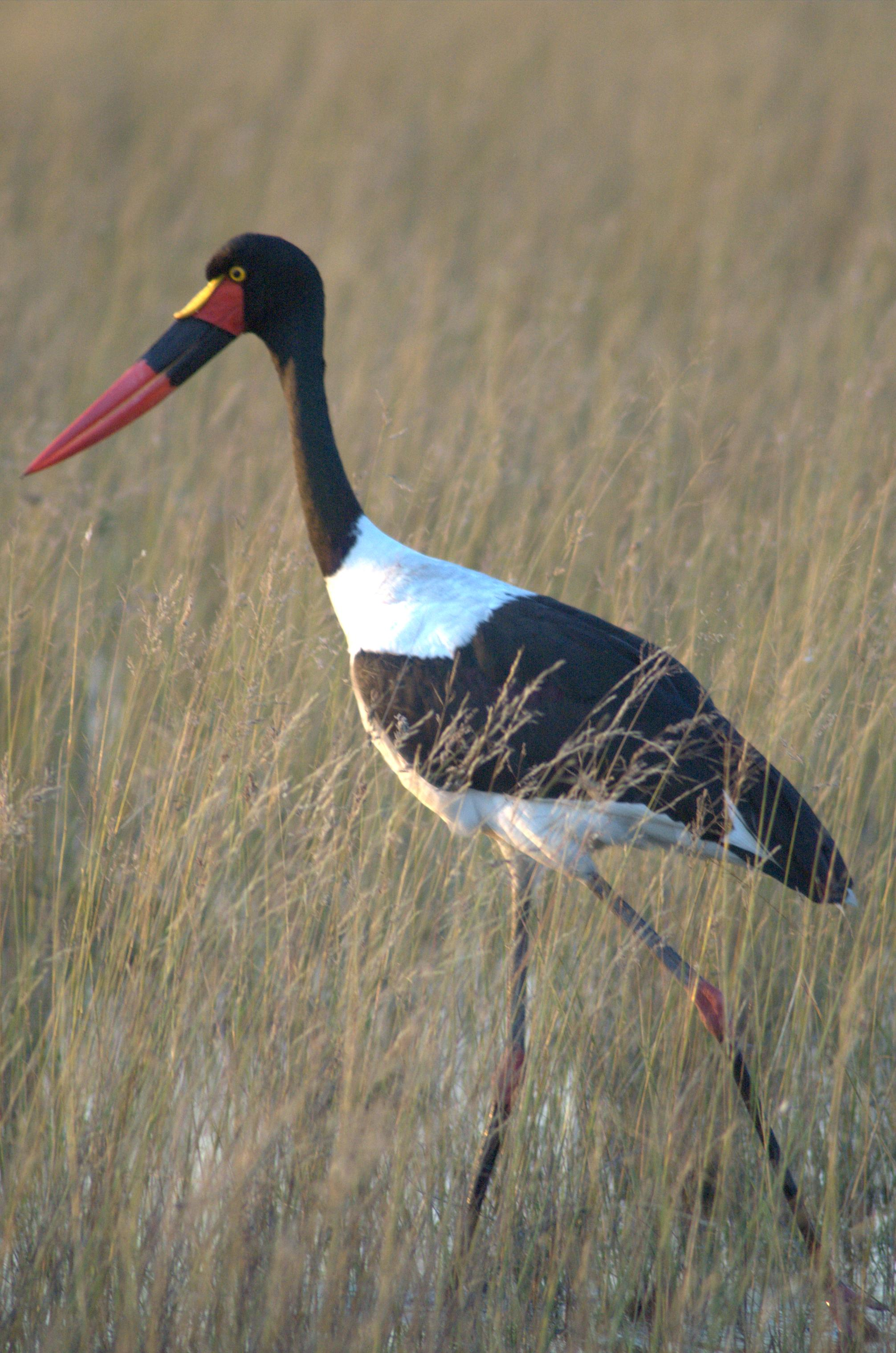
Седлоклювый ябиру
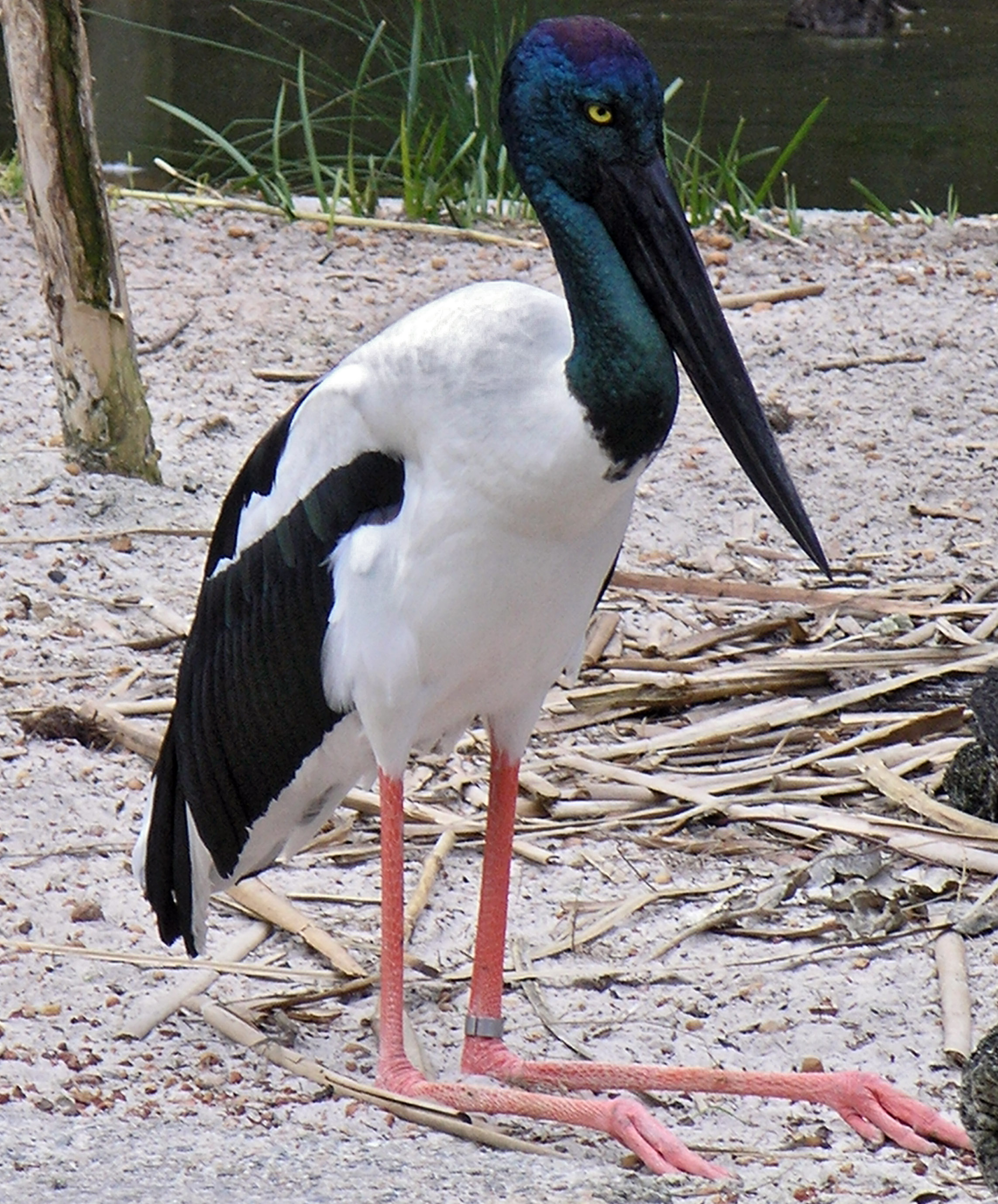
Индийский ябиру
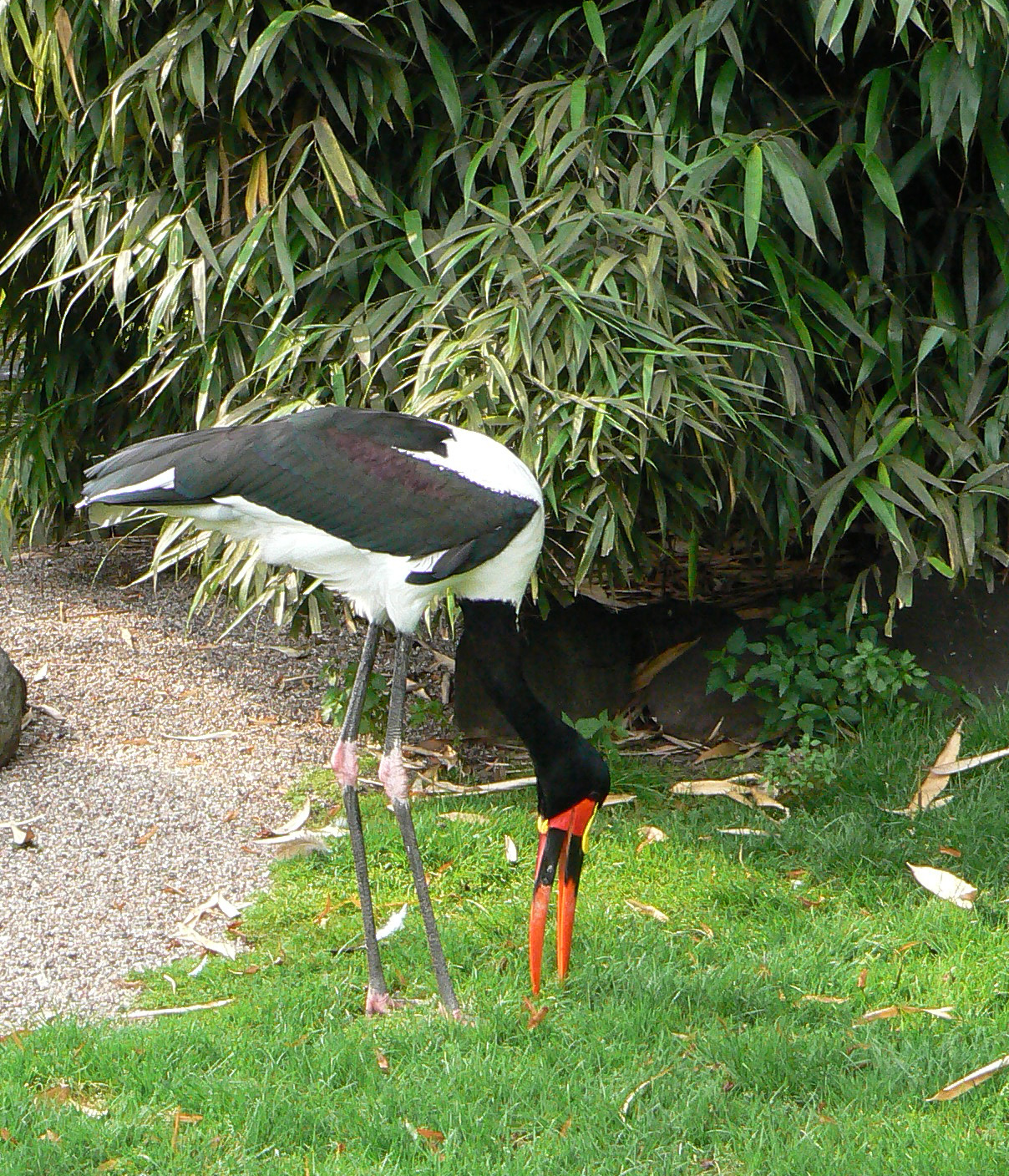
Седлоклювый ябиру